# Evernight
Evernight è il quarto album del gruppo musicale gothic metal finlandese Battlelore, registrato da Miitri Aaltonen al Music Bros Studios dal settembre al novembre 2006. La cover dell'album è una versione modificata dell'opera Tol Brandir di Ted Nashmith. La copertina rappresenta l'approdo della Compagnia dell'Anello al prato di Parth Galen, poco prima dello scioglimento, tuttavia il cantante Tomi Mykkänen ha specificato in un'intervista che "quelle barche non sono proprio quelle della Compagnia, bensì di altri sconosciuti guerrieri, oppure – meglio ancora – di sopravvissuti Dunedain che approdano nella Terra di Mezzo".
Evernight è privo di vari intermezzi, intro, episodi acustici e/o recitati presenti nei dischi precedenti, rendendo così l'album più breve e snello. La musica è a metà strada tra symphonic metal, gothic a due voci, folk e heavy metal, con accenni vicini al black metal melodico e sinfonico. Ne consegue quindi che Evernight risulti più oscuro e drammatico di Third Age of the Sun. Inoltre i riferimenti a luoghi e personaggi di Tolkien sono meno diretti, pur essendo i testi ispirati alle sue opere.

In un'intervista la tastierista Maria ha dichiarato di Evernight:

## Tracce
1. House of Heroes - 4:06
2. Ocean's Elysium - 4:16
3. Summon the Wolves - 4:34
4. We Are the Legions - 3:58
5. Into the New World - 6:32
6. Longing Horizon - 4:35
7. Mask of Flies - 4:51
8. The Cloak and the Dagger - 4:35
9. Beneath the Waves - 5:23
10. Doom and Oblivion (Traccia bonus della versione digipack)
11. The Tale of the Downfall (Traccia bonus della versione digipack)

## Formazione
- Tomi Mykkänen - voce
- Kaisa Jouhki - voce
- Jussi Rautio - chitarra
- Jyri Vahvanen - chitarra
- Timo Honkanen - basso
- Henri Vahvanen - batteria
- Maria Honkanen - tastiere, flauto